# ایسپره
ایسپره نام یکی از طوایف ایل بختیاری است.ایل بختیاری به دو شاخه بزرگ هفت لنگ و چهارلنگ تقسیم می‌شود که طایفه ایسپره جز شاخه چهارلنگ می‌باشد.

## طایفه‌های چهارلنگ بختیاری

### چهارلنگ
شاخه چهارلنگ شامل پنج باب می‌باشد، که عبارتند از:
- محمود صالح
- زلکی
- ممی‌وند
- موگویی
- کیان ارثی

### محمود صالح
محمود صالح یا ممصالح، به باب ممصالح نه طایفه، تقسیم می‌شود:
- اورش
- ممجلاردین
- قلی
- کافلی
- عادکار
- آل داود
- هارونی
- آرپنایی
- ممزایی

ایسپره جز طایفه ممزایی می باشد.

### ممزایی
طایفه ممزایی به تیرهای زیر تقسیم می‌شود:
- ممد حسنی (داودوند ، جمالوند، فرخ‌وند ، دره بالایی)
- جیله(حلیل ، ایسپره ، نثاروند ، چهارپروند)
- بدرفته (بده رهده)
- گشول
- اوستاد
- هونه بابا
- دودانگه

## محل سکونت طایفه ایسپره
اکثریت طایفه ایسپره در شهرهای بختیاری نشین استان اصفهان، خوزستان، فارس و چهارمحال بختیاری ساکن هستند.
- استان اصفهان :

شهراصفهان، خمینی شهر، یزدانشهر و روستاهایی چشمندگان علیا ، چشمندگان سفلی ، چشمندگان مجید، پرزگان علیا، پرزگان سفلی ، پرزگان خراج  - واقع در بخش چنارود شهرستان چادگان
- استان فارس:

شهر شیراز
- استان خوزستان :

شهر دزفول، و در روستای روستای ایسپره در منطقه سردشت دزفول
- استان چهارمحال بختیاری :

مناطق عشایری لبد بخش بازفت شهرستان کوهرنگ